# فرودگاه اوا
فرودگاه اوا (به انگلیسی: 'Eua Airport) (به زبان بومی: Kaufana Airport) یک فرودگاه همگانی با کد یاتا EUA است که یک باند فرود مرجان دارد. این فرودگاه در کشور تونگا قرار دارد و در ارتفاع ۹۹ متری از سطح دریا واقع شده است.